# Ansarul Islam
Ansarul Islam (em árabe: أنصار الإسلام; em português, 'Defensores do Islã') é uma organização jihadista salafita ativa em Burquina Fasso e no Mali. Criada em dezembro de 2016, seus membros têm sido recrutados principalmente entre as populações peúles. Suas bases encontram-se nas florestas da região de Mondoro, na área da fronteira Burquina Fasso-Mali.
A organização é considerada próxima ao maliano (peúle) Amadou Koufa, fundador da Frente de Libertação do Macina (FLM), e é suspeita de tentar se aproximar da coalizão Jama'at Nasr al-Islam wal Muslimin, fundada pela Ansar Dine, juntamente com  Al-Qaeda no Magrebe Islâmico (AQMI), al Mourabitoun e FLM.
A organização, considerada terrorista pelo governo de Burquina Fasso, anunciou sua criação em dezembro de 2016, ao reivindicar a responsabilidade por um ataque em Nassoumbou, província de Soum. Outros atentados do grupo incluem o ataque a duas delegacias de polícia em Tongomayel e Baraboulé em fevereiro de 2017 e o ataque a uma aldeia em Soum em março de 2017.